# Diözese North Eastern Caribbean and Aruba
Die Diocese of the North East Caribbean and Aruba (DIONECA, D.N.E.C.A., dt. ‚Nordost-Karibik und Aruba‘) ist eine anglikanische Diözese der Church in the Province of the West Indies mit Sitz in Saint John’s auf Antigua. Sie umfasst 27 Pfarren in den Gebieten Anguilla, Antigua und Barbuda, Aruba, Dominica, Montserrat, Saba, Saint-Barthélemy, St Kitts und Nevis. Sint Eustatius und St. Martin/Sint Maarten in der Karibik, also die nördlichen Kleinen Antillen südöstlich der Inselgruppe um Puerto Rico, das sind die Leeward Islands bis – exklusive – Guadeloupe.

## Geschichte
Zu Beginn der Kolonisation (belegt ab 1632) gehörte die Karibik zur Diözese des Bischofs von London. Dieser erklärte sich aber 1813 für nicht zuständig, und in Folge bildete 1824 ein eigenständiges Bistum Barbados. 1842 wurden die Diözese aufgeteilt, und der Archidiakon von Antigua zum Bischof der North East Caribbean und Aruba ernannt. Seit 1883 besteht die eigenständige Westindische Kirche als Mitgliedskirche der Anglikanischen Gemeinschaft. Im Laufe des 19. und 20. Jahrhunderts konnte das Seelsorgegebiet auch auf die nicht-englischen Überseegebiete ausgeweitet werden.
In den Commonwealth-Gebieten war die Rolle der Diözese so bedeutend, dass in einigen der heutigen Staaten die Verwaltungsgliederung auf den Parishes (ehemaligen Pfarrsprengeln) beruht.

### Liste der Bischöfe von North East Caribbean and Aruba

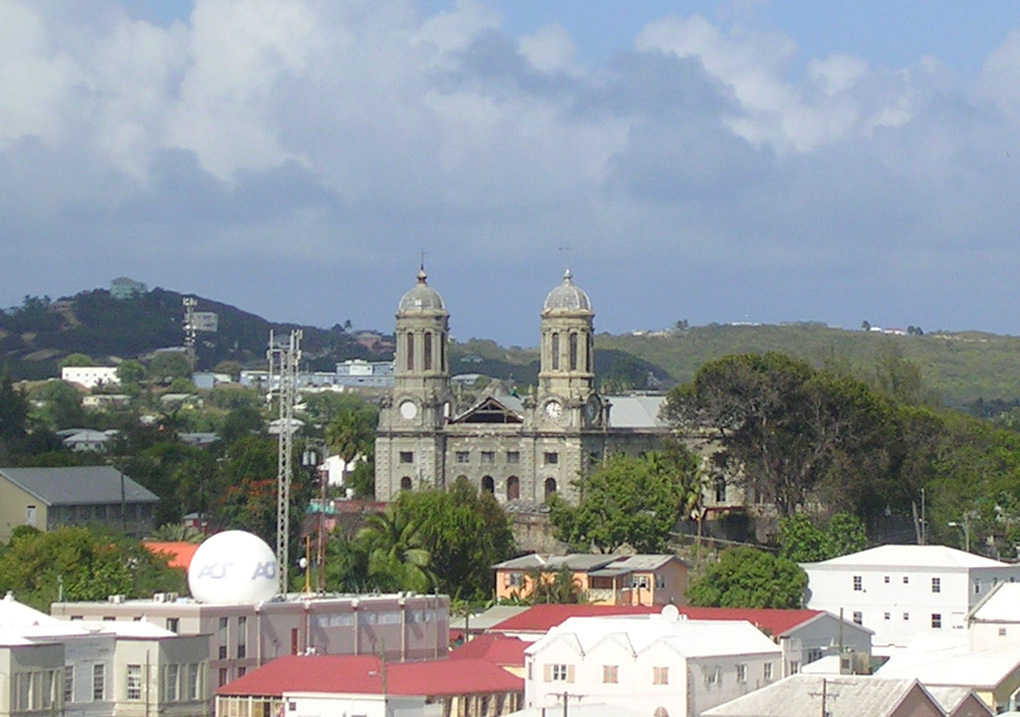
Saint John’s, Kathedrale

1. 1842–1857 Daniel Davis
2. 1858–1859 Stephen Rigaud
3. 1860–1895 William Walrond Jackson
4. 1895–1897 Charles James Branch
5. 1897–1905 Herbert Mather
6. 1905–1910 Walter Farrar
7. 1911–1936 Edward Hutson
8. 1937–1943 George Hand
9. 1944–1952 Nathaniel Newnham Davis
10. 1953–1969 Donald Knowles
11. 1970–1998 Orland Lindsay
12. 1998–2021 Errol Brooks
13. 2022–heute Ernest Alroy Flemming

## Organisation

### Bischofssitz und Diakone

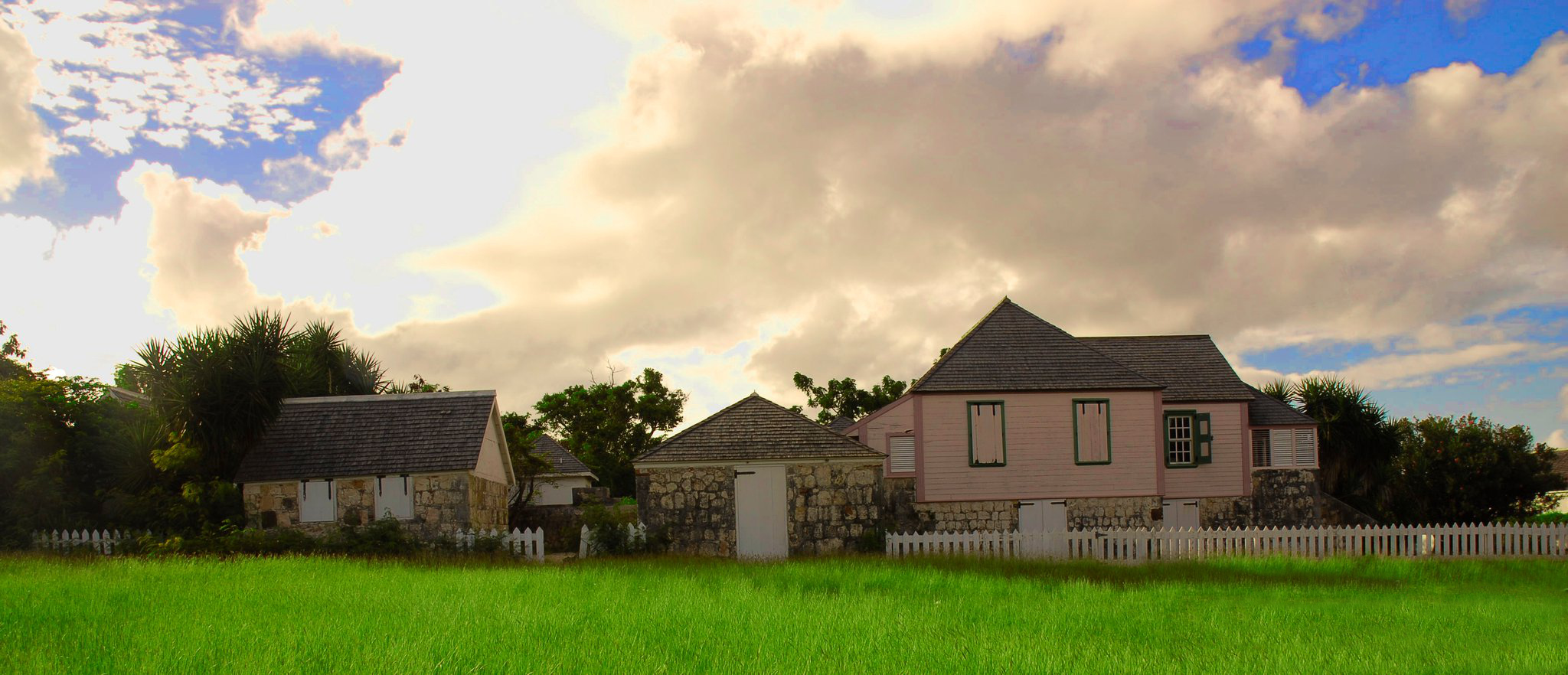
The Valley, St. Mary’s Rectory – Amtssitz des derzeitigen Bischofs

Kathedrale des Bistums ist die Cathedral and Parish Church of St. John the Divine in Saint John’s. Dort befindet sich auch das Bischöfliche Ordinariat (Diocesan Office) unter einem Archidiakon mit dem Domkapitel und dem Dekan der Kathedrale.
Der Bischof selbst amtiert im St. Mary’s Rectory (Wallblake House) in The Valley auf Anguilla, wo er – für einen Bischof ungewöhnlich – auch als normaler Pfarrpriester tätig ist.
Am St. George’s Rectory zu Basseterre auf St. Kitts befindet sich ein weiterer Archidiakon.

### Liste der Pfarren
- Spalte Kirchen sortierbar nach Rang der Kirche
- Spalte Bild sortierbar nach heutigem Erscheinungsbild der Hauptkirche

| Parish                                                                   | Ort                          | Insel / Gebiet                          | Land (ISO-Kürzel) | Seit                                          | Patrozinium der Hauptkirche                        | Kirchen, Niederlassungen                                                                                      | Bild |
| ------------------------------------------------------------------------ | ---------------------------- | --------------------------------------- | ----------------- | --------------------------------------------- | -------------------------------------------------- | --- | ---- |
| St. Mary’s, St. Agustine’s & St. Andrew’s                                | The Valley                   | Anguilla                                | AI                | ?                                             | Hl. Maria                                          | St. Mary’s Rectory; St. Agustine’s (East End); St. Andrew’s (Island Harbor)                                   |      |
| All Saints & St. Anne’s                                                  | All Saints                   | Antigua                                 | AG                | 1840                                          | Alle Hll. (1. Nov.)                                | All Saints’ Rectory; St. Anne’s                                                                               |      |
| Cathedral Church of St. John the Divine                                  | St. John’s                   | Antigua                                 | AG                | 1681 (1. Kap. 1681; Kath. 1842)               | Hl. Johannes d. Off. (27. Dez.)                    | St. John’s Cathedral; The Deanery; St. Andrew’s; St. James’; Bethel (alle St. John’s)                         |      |
| St. George’s & St. Mark’s & St. Francis                                  | Fitches Creek                | Antigua                                 | AG                | 1725 (1. Kap. 1687)                           | Hl. Georg (23. April)                              | St. George’s Rectory; St. Marks (Piggotts); St. Francis                                                       |      |
| St. Luke’s, St. Boniface & St. Lucy                                      |                              | Antigua                                 | AG                | ?                                             | Hl. Lukas (18. Oktober)                            | St. Luke’s; St. Boniface; St. Lucy                                                                            |      |
| St. Mary’s, St. Joseph & Our Lady of the Valley                          | Old Road                     | Antigua                                 | AG                | 1681                                          | Hl. Maria                                          | St. Mary’s Rectory; St. Joseph (Urlings); Our Lady (Valley Church)                                            |      |
| St. Paul’s & St. Barnabas                                                | Falmouth                     | Antigua                                 | AG                | 1681 (1. Kap. 1670/75)                        | Hl. Paul (29. Juni)                                | St. Paul’s Rectory; St. Barnabas (Liberta)                                                                    |      |
| St. Peter’s                                                              | Cassada Gardens              | Antigua                                 | AG                | 1681 (erb. 1840)                              | Hl. Petrus (29. Juni, Peter und Paul)              | St. Peter’s (Parham)                                                                                          |      |
| St. Philip’s                                                             | St. Phillips                 | Antigua                                 | AG                | 1681                                          | Hl. Philippus (1. Mai)                             | St. Philip’s Rectory                                                                                          |      |
| St. Stephen’s & St. Bartholomew’s                                        | Glanvilles                   | Antigua                                 | AG                | ?                                             | Hl. Stephanus (26. Dez.)                           | St. Stephen’s Rectory; St. Bartholomew’s                                                                      |      |
| Holy Cross                                                               | Sint Nicolaas (San Nicholas) | Aruba                                   | NL                | ?                                             | Hl. Kreuz (14. Sep., Kreuzauffindung)              | Holy Cross Rectory                                                                                            |      |
| Holy Trinity                                                             | Codrington                   | Barbuda                                 | AG                | ?                                             | Hl. Dreifaltigkeit (1. So n. Pfg.)                 | Holy Trinity Rectory; Codrington College Theol.Univ.                                                          |      |
| St. George’s Roseau & St. John’s Portsmouth                              | Roseau                       | Dominica                                | DM                | ?                                             | Hl. Georg (23. April)                              | St. George’s Rectory St. John’s (Portsmouth)                                                                  |      |
| St. Peter with St. James & John                                          | St. Peters                   | Montserrat                              | MS                | ?                                             | Hl. Petrus (29. Juni, Peter und Paul)              | St. Peter’s Rectory St. James & John                                                                          |      |
| St. Georges Gingerland                                                   | Market Shop                  | Nevis                                   | KN                | vor(?) 1716                                   | Hl. Georg (23. April)                              | St. Georges Rectory                                                                                           |      |
| St. James’ Windward                                                      | Camps                        | Nevis                                   | KN                | vor(?) 1722                                   |                                                    | St. James’ Windward Rectory Cottle Church (Newcastle, 1824)                                                   |      |
| St. John’s Figtree                                                       | Church Ground                | Nevis                                   | KN                | vor(?) 1729                                   |                                                    | St. John’s Fig Tree Rectory                                                                                   |      |
| St. Paul’s Charlestown                                                   | Charlestown                  | Nevis                                   | KN                | vor(?) 1709                                   | Hl. Paul (29. Juni)                                | St. Paul’s Rectory                                                                                            |      |
| St. Thomas’ Lowland                                                      | Cotton Ground                | Nevis                                   | KN                | vor(?) 1709                                   | Hl. Thomas (21. Dez.)                              | St. Thomas’ Rectory                                                                                           |      |
| Christ Church & Holy Trinity                                             | The Bottom                   | Saba Sint Eustatius                     | NL                | (erb. vor 1772)                               | Christus                                           | The Rectory, Christ Church; Holy Trinity (Windwardside, 1877); St. Mary Magdelene (Oranjestad, erb. vor 1752) |      |
| St. Bartholemy                                                           | Gustavia                     | St.-Barthélemy                          | FR                | 1855                                          | Hl. Bartholomäus (24. August)                      | The Vicarage, St. Bartholomew’s                                                                               |      |
| SS Simon and Jude with SS Philip & James & St. Bartholomew               | Cul-de-Sac                   | St. Martin: Sint Maarten / Saint-Martin | FR NL             | 1960er (1.Ki 1948)                            | Hl. Simon und Judas (28. Oktober, Simon und Judas) | SS Simon and Jude (Philipsburg, NL); SS Philip & James (Marigot, FR, 1953); St. Bartholomew                   |      |
| St. Anne’s with St. Thomas                                               | Sandy Point                  | St. Kitts                               | KN                | 1625 (St.Thomas, St.Anne: Mitte 17. Jh.)      | Hl. Anna (26. Juli)                                | St. Anne’s Rectory; St. Thomas (Middle Island, erb. 1860)                                                     |      |
| St. George’s with St. Barnabas                                           | Basseterre                   | St. Kitts                               | KN                | 1723 (St.Barnabas 1639, St.George; 1.Ki 1672) | Hl. Georg (23. April)                              | St. George’s Rectory; St. Barnabas (Basseterre)                                                               |      |
| St. Paul’s Capisterre with St. John’s Capisterre & St. Mary’s Dieppe Bay | St. Paul Capisterre          | St. Kitts                               | KN                | vor(?) 1721 (St.John)                         | Hl. Paul (29. Juni)                                | St. Paul’s Rectory; St. John’s ; St. Mary’s (Dieppe Bay)                                                      |      |
| St. Mary’s Cayon with Christ Church                                      | Cayon                        | St. Kitts                               | KN                | Mitte 17. Jh. (beide)                         | Hl. Maria                                          | St. Mary’s Rectory; Christ Church (Nicola Town)                                                               |      |
| St. Peter’s with Holy Trinity                                            | St. Peter’s                  | St. Kitts                               | KN                | 1630 (Holy Trinity)                           | Hl. Petrus (29. Juni, Peter und Paul)              | St. Peter’s Rectory; Holy Trinity (Palmetto Point)                                                            |      |